# Give It Up to Me
Give It Up To Me è una canzone della cantante colombiana Shakira. La canzone è stata pubblicata come secondo singolo dal suo terzo album in inglese, She Wolf, nel mercato statunitense. Nella canzone appare anche il rapper Lil Wayne ed è stata prodotta da Timbaland. Appare solo nelle versioni statunitense e brasiliana dell'album. Timbaland ha presentato la canzone allo show "On Air with Ryan Seacrest" della radio KIIS FM, assieme al suo singolo Morning After Dark. La canzone ha ricevuto la certificazione di disco d'oro dalla RIAA il 22 marzo 2010 per aver venduto più di 500 000 copie.

## Storia
Give It Up to Me fu inizialmente registrata per l'album di Timbaland Shock Value 2.
Fu annunciato sul sito ufficiale di Shakira che la canzone sarebbe stata pubblicata come secondo singolo negli Stati Uniti, al posto di Did It Again che è stato distribuito in Europa. Shakira si è esibita al David Letterman Show il 10 novembre 2009 per presentare la canzone e, nella stessa settimana, al Good Morning America. La canzone è stata esibita anche agli American Music Awards del 2009. Shakira si è esibita anche a So You Think You Can Dance il 25 novembre 2009 e il 18 febbraio 2010 all'NBA All-Star Game del 2010.

## Tracce e formati
Standard digital download
US: November 10, 2009, AUS: January 22, 2010
1. "Give It Up to Me" featuring Lil Wayne - 3:03

Australia digital download bundle EP
January 29, 2010
1. Give It Up to Me featuring Lil Wayne - 3:03
2. Did It Again featuring Kid Cudi (Remix 1) - 5:58
3. Did It Again featuring Kid Cudi (Remix 2) - 7:41

Official remix download
US & AUS: February, 2010
1. Give It Up to Me remix featuring [B.O.B. Music] - 3:03

## Classifiche
| Classifica (2009-10)   | Posizione massima |
| ---------------------- | ----------------- |
| Bulgaria               | 1                 |
| Canada                 | 32                |
| U.S. Billboard Hot 100 | 29                |
| U.S. Billboard Pop 100 | 23                |